# Laura Walsh
Laura Walsh (* 24. November 1990 in Solingen) ist eine deutsche Volleyballspielerin. 
Laura Walsh begann ihre Volleyball-Laufbahn als Jugend-Spielerin in ihrem Heimatverein SG Langenfeld. 2003 wechselte sie in die Jugend-Abteilung des TSV Bayer 04 Leverkusen, wo sie mit ihrer Mannschaft an zahlreichen Westdeutschen und Deutschen Meisterschaften teilnahm. 2005 schaffte sie den Sprung in den Jugendkader des Westdeutschen Volleyball-Verbandes der Jahrgänge 1990 und jünger. Sie spielte 17 Jahre u. a. in der ersten und zweiten Bundesliga für Bayer 04 Leverkusen und aktuell beim Zweitligisten BBSC Berlin.

## Erfolge
- Westdeutsche Meisterschaften:
  - 2009 A-Jugend (1)
  - 2007 A-Jugend (1), B-Jugend (1)
  - 2006 A-Jugend (2), B-Jugend (1)
  - 2005 B-Jugend (2), C-Jugend (3)
  - 2004 B-Jugend (2), C-Jugend (1)

- Deutsche Meisterschaften:
  - 2009 A-Jugend (2)
  - 2007 A-Jugend (2), B-Jugend (10)
  - 2006 A-Jugend (8), B-Jugend (2)
  - 2005 B-Jugend (7)
  - 2004 B-Jugend (10), C-Jugend (6)

- Frauenligen:
  - 2021 2. Bundesliga Nord (8)
  - 2020 2. Bundesliga Nord (5 bei Abbruch)
  - 2018 2. Bundesliga Nord (2)
  - 2017 2. Bundesliga Nord (2)
  - 2016 2. Bundesliga Nord (1)
  - 2015 2. Bundesliga Nord (3)
  - 2014 2. Bundesliga Nord (3)
  - 2013 2. Bundesliga Nord (1)
  - 2012 1. Bundesliga (13)
  - 2011 2. Bundesliga Nord (1)
  - 2010 2. Bundesliga Nord (1)
  - 2009 2. Bundesliga Nord (8)
  - 2008 Regionalliga West (1)
  - 2007 Regionalliga West (2)
  - 2006 Regionalliga West (1)

- WVV-Kader Jahrgang 90/91:
  - 2008 3. Platz Bundespokal in Konstanz
  - 2007 Meisterin beim Bundespokal in Biedenkopf
  - 2006 Vizemeisterin beim Bundespokal Nord in Bremen